# Sojusz Satchō
Sojusz Satsuma-Chōshū (jap. 薩摩長州同盟 Satsuma-Chōshū Dōmei; w skrócie: Sojusz Satchō) – sojusz militarny między hanami (domenami feudalnymi) Satsuma i Chōshū, zawarty w 1866 w celu połączenia ich wysiłków w obaleniu siogunatu Tokugawów w Japonii. 

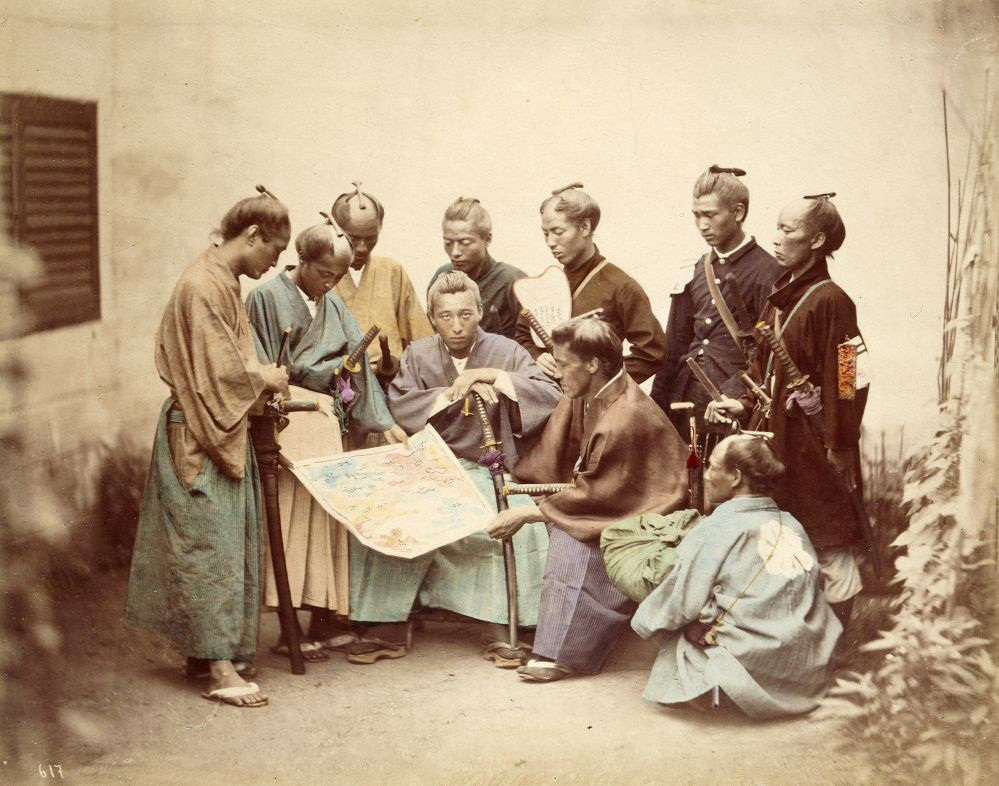
Samuraje z Satsumy, członkowie Sojuszu Satchō, walczący po stronie sił cesarskich w czasie wojny boshin. Fotografia wykonana przez Felice Beato.

Nazwa Satchō (jap. 薩長) jest skrótem łączącym nazwy obu hanów: Satsumy (obecnie prefektura Kagoshima) i Chōshū (obecnie prefektura Yamaguchi), należących do najsilniejszych hanów tozama w Japonii okresu Edo. Współdziałanie tych dwóch hanów było decydującym czynnikiem, który doprowadził do restauracji Meiji. 

## Droga do sojuszu
Wkrótce po przybyciu do Japonii „czarnych okrętów” komodora Matthew Perry'ego, co zakończyło izolację Japonii, część hanów zaczęła udzielać się na arenie polityki narodowej (przed 1854 było to nie do pomyślenia, szczególnie w przypadku hanów tozama). Do najbardziej aktywnych należały Satsuma i Chōshū, konkurujące ze sobą o wpływy na dynamicznie zmieniającej się scenie. W latach 60. XIX wieku han Satsuma skłaniał się ku bardziej umiarkowanej pozycji, będąc jednym z największych orędowników polityki kōbu-gattai („zjednoczenie dworu i siogunatu” – polityka współpracy między siogunatem i dworem cesarskim), podczas gdy Chōshū szybko stał się centrum ruchu sonnō-jōi (jap. 尊皇攘夷 czcić cesarza, wypędzić zachodnich barbarzyńców), który żądał dużo większych ustępstw ze strony sioguna.
Wydarzenia lat 1863 i 1864 (przewrót Satsumy i Aizu w Kioto, nieudana próba kontrprzewrotu oraz bombardowanie Shimonoseki przez mocarstwa zachodnie) doprowadziły do zmiany dominującej polityki w Chōshū z sonnō-jōi na tōbaku („obalić siogunat”). Z kolei działania podjęte przez siogunat po pozornym sukcesie pierwszej ekspedycji przeciwko Chōshū w 1864, mające na celu przywrócenie mu pełnej kontroli nad krajem, jasno wykazały jałowość polityki kōbu-gattai i spowodowały zajęcie przez Satsumę pozycji przeciwnej rządom bakufu (siogunatu). Jednakże wrogość między obu hanami stanowiła przeszkodę w ich zbliżeniu. Stało się ono możliwe dzięki wysiłkom dwóch samurajów z Tosy, Shintarō Nakaoki (współpracującego z ekstremistami z Chōshū) oraz Ryōmy Sakamoto (pozostającego w stałym kontakcie z Satsumą). Za namową Sakamoto, han Satsuma potwierdził swoje intencje, pośrednicząc w zakupie nowoczesnej broni przez han Chōshū, który przygotowywał się do odparcia armii sioguna (tzw. druga ekspedycja przeciwko Chōshū). W styczniu 1866 doszło do spotkania przedstawicieli obu hanów w rezydencji Satsumy w Kioto. Najważniejsi przedstawiciele biorący udział w rozmowach to: Toshimichi Ōkubo, Tatewaki Komatsu i Takamori Saigō z Satsumy oraz Kōin Kido i Yajirō Shinagawa z Chōshū. Przy znacznej pomocy Sakamoto, porozumienie zostało ostatecznie zawarte 21 stycznia.

## Treść porozumienia
Porozumienie zawarte 21 stycznia 1866 roku zawierało sześć punktów, mających uwzględnić wszystkie możliwe warianty rozwoju sytuacji:
1. Jeżeli bakufu rozpocznie wojnę z Chōshū, Satsuma wyśle swoje siły, aby zabezpieczyć Kioto.
2. Jeżeli Chōshū wygra wojnę, Satsuma podejmie się mediacji na jego rzecz na dworze cesarskim.
3. Jeżeli Chōshū będzie wydawało się przegrywać wojnę, wówczas, ponieważ porażka nie nastąpi szybko, Satsuma zrobi w pozostałym czasie wszystko, co będzie możliwe na jego rzecz.
4. Jeżeli wojny nie będzie, Satsuma podejmie się mediacji na rzecz Chōshū na dworze cesarskim.
5. Jeżeli Satsuma będzie całkowicie niezdolne do mediacji z powodu przeciwdziałania bakufu, Aizu lub Kuwany, wówczas rozpocznie wojnę z bakufu.
6. Po uzyskaniu przebaczenia na dworze cesarskim Chōshū będzie wspólnie z Satsumą pracowało dla chwały cesarskiego kraju[5].

## Konsekwencje
Sojusz był istotnym czynnikiem umożliwiającym Chōshū powstrzymanie ekspedycji karnej siogunatu, do której ostatecznie doszło latem 1866. Dzięki nowoczesnej broni zakupionej w Nagasaki z pomocą Satsumy, siły Chōshū odniosły wówczas zdecydowane zwycięstwo. W czasie wojny boshin w latach 1867-1868, armia cesarska, która ostatecznie doprowadziła do obalenia siogunatu, składała się głównie z sił sojuszu Satchō. Po przeprowadzeniu restauracji rząd Meiji został zdominowany przez ludzi pochodzących z Chōshū i Satsumy.